# 百武優雅
百武 優雅（ひゃくたけ ゆうが、1990年6月25日 - ）は、日本のラグビー選手。

## プロフィール
- 福岡県出身[1]。
- ポジションはセンター(CTB)。
- 身長 174cm、体重 82kg
- ニックネームはゆうが、ひゃくちゃん。
- 7人制日本代表に選ばれたことがある[2]。

## 略歴
小学2年の時からラグビーを始めた。
2009年、筑紫高校卒業後、東海大学に入る。
2013年、東海大学卒業後、パナソニック ワイルドナイツに加入。
2014年12月28日に行われたジャパンラグビートップリーグ2nd第5節のサントリーサンゴリアス戦にて途中出場で公式戦初出場を果たす。
2020年、パナソニック ワイルドナイツを退団した。